# 十二輪驅動
十二輪驅動（Twelve-wheel drive），一般縮寫12WD，指傳動系統把引擎的動力同時傳送到十二個車輪。
這類設計主要用在負責運送陸基洲際彈道導彈的飛彈發射車。因為掛接車輛只能在硬质铺装路行駛，在崎嶇不平的山路行駛容易受損，甚至翻車。所以，飛彈發射車通常採用單一車體及全輪驅動設計，以滿足軍用車輛對越野性能的要求。

## 更多驅動輪

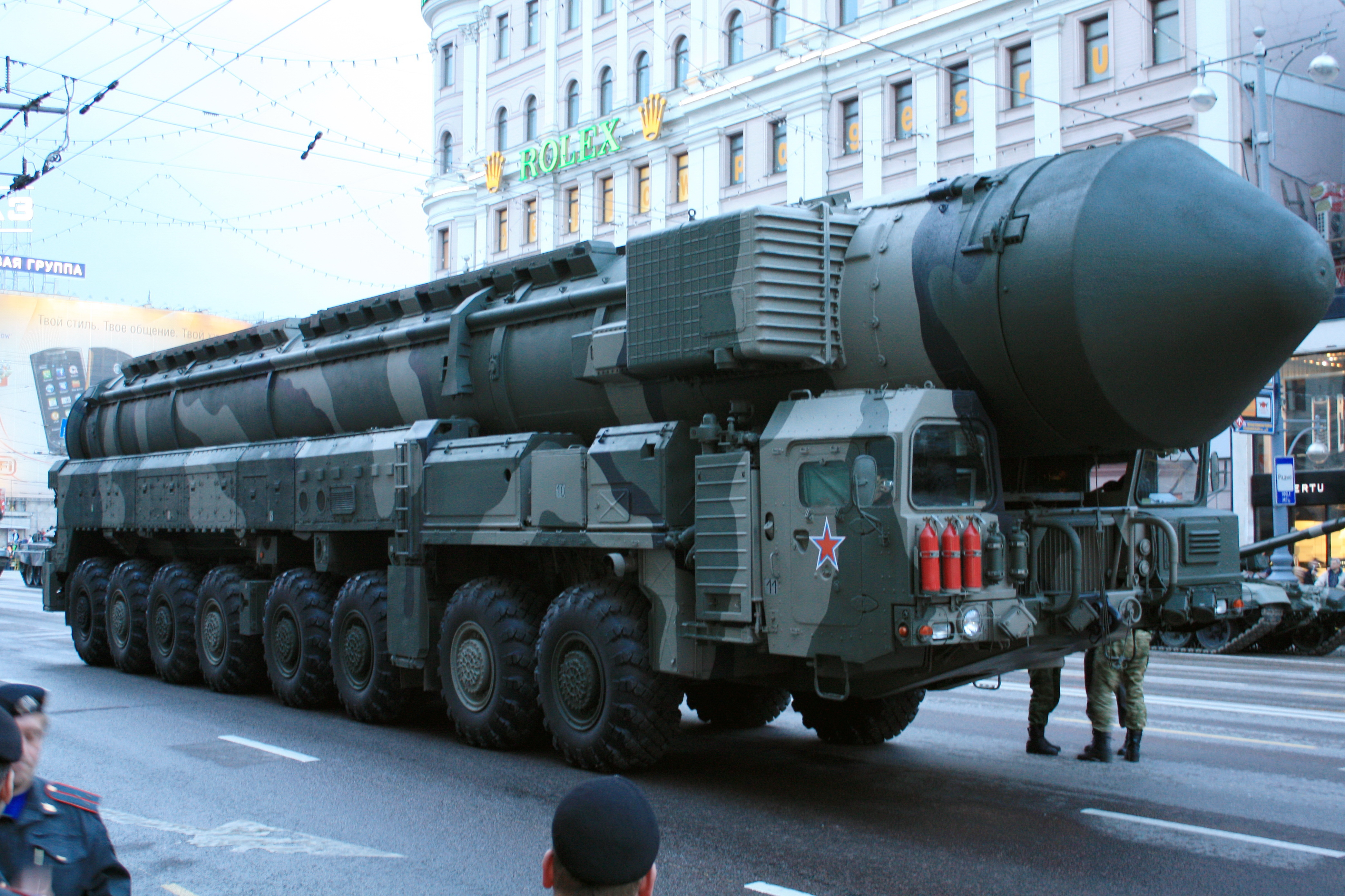
16輪全輪驅動的 MZKT-79221

少部分軍用車輛擁有更多的驅動輪。其中，用來搭載白楊-M洲際彈道導彈的MZKT-79221就使用了16輪全輪驅動設計。

## 圖集

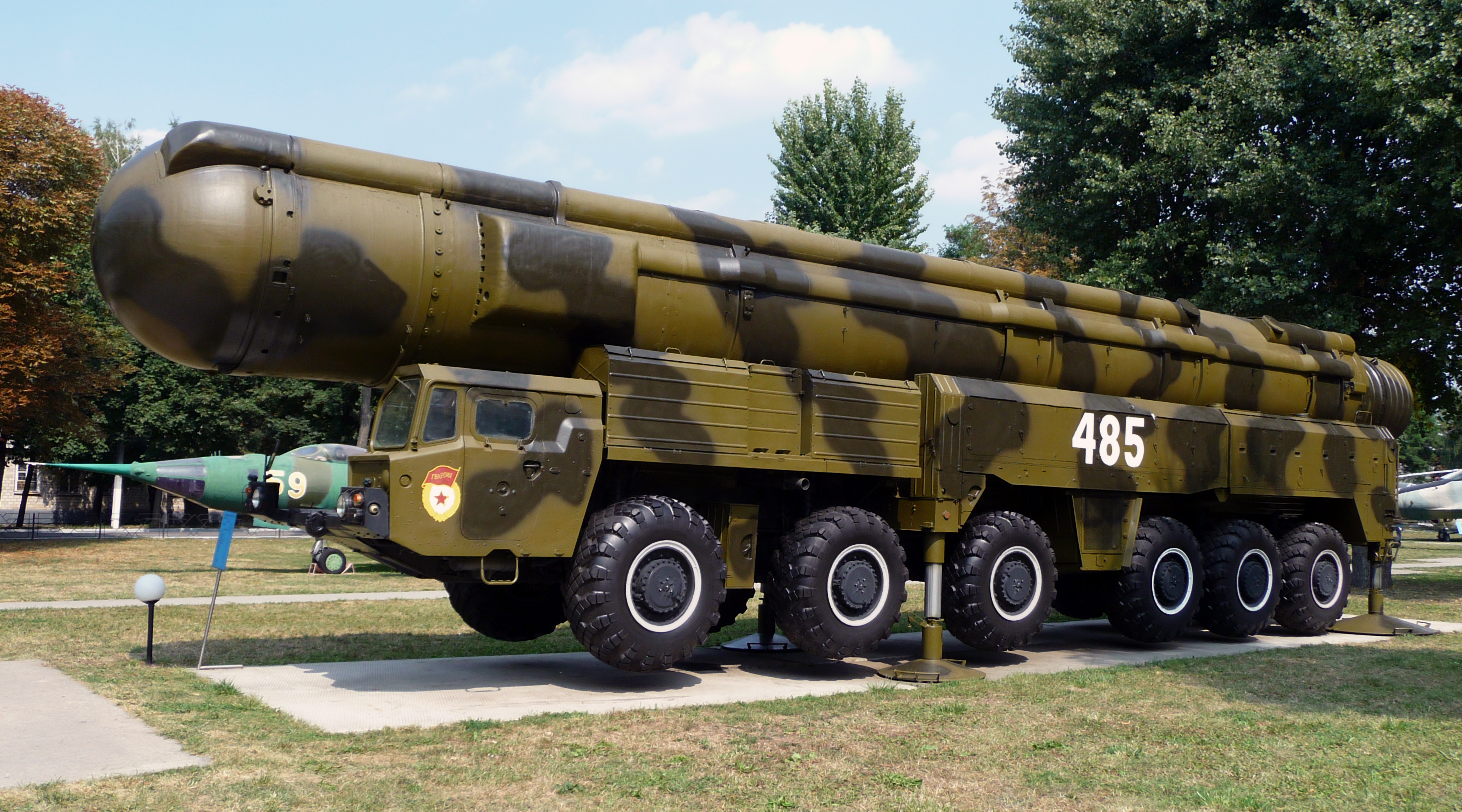
明斯克汽車廠 MAZ-547 採用 12x12 驅動型式。
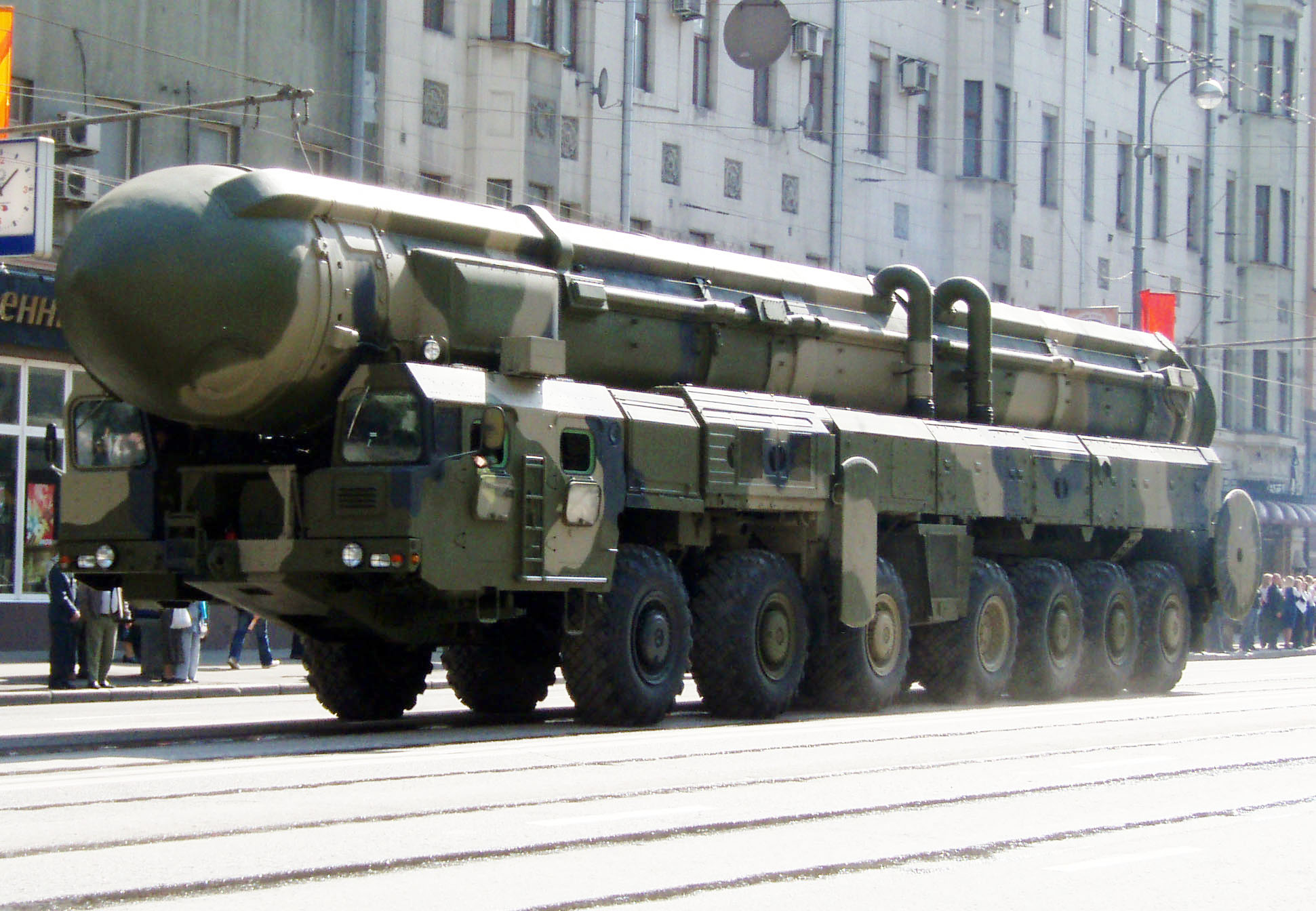
明斯克汽車廠 MAZ-7917 採用 14x12 驅動型式，其中一條車軸沒有動力，因此屬於十二輪驅動。